# Kendte fysikere
Mange kendte fysikere fra det 20. og 21. århundrede findes på listen over modtagere af Nobelprisen i fysik.

## Kendte tidlige fysikere fra før det18. århundrede
- Democritus – Spanien (cirka 460 f.Kr. – 360 f.Kr.)
- Archimedes – Italien (cirka 287 f.Kr. – 212 f.Kr.)
- Lucretius – Romerriget (98? - 55 f.Kr.)
- William Gilbert – England (1544 - 1603)
- Tycho Brahe - Danmark (1546 - 1601)
- Galileo Galilei – Italien (1564 - 1642)
- Willebrord Snell – Holland (1580 - 1626)
- René Descartes – Frankrig (1596 - 1650)
- Evangelista Torricelli – Italien (1608 - 1647)
- Blaise Pascal – Frankrig (1623 - 1662)
- Robert Boyle – England (1627 - 1691)
- Christiaan Huygens - Nederlandene (1629 - 1695)
- Robert Hooke – England (1635 - 1703)
- Isaac Newton – England (1643 - 1727)
- Ole Rømer - Danmark (1644 - 1710)

## Kendte fysikere fra det18. århundrede
- Gabriel Daniel Fahrenheit - Tyskland (1686 - 1736)
- Daniel Bernoulli – Schweiz (1700 - 1782)
- Benjamin Franklin - USA (1706 - 1790)
- Leonard Euler - (1707 - 1783)
- Rudjer Josip Boscovich – Dubrovnik (1711 - 1787)
- Jean Le Rond d'Alembert – Frankrig (1717 - 1783)
- Henry Cavendish – Storbritannien (1731 - 1810)
- Charles Augustin de Coulomb - Frankrig (1736 - 1806)
- Joseph-Louis Lagrange - Italien (1736 - 1813)
- James Watt - Skotland (1736 - 1819)

## Kendte fysikere fra det19. århundrede
- Alessandro Volta – Italien (1745 - 1827)
- Ernst Chladni – Tyskland (1756-1827)
- John Dalton – England (1766 - 1844)
- Joseph Fourier - Frankrig (1768 - 1830)
- Thomas Young – England (1773 - 1829)
- Jean-Baptiste Biot - Frankrig (1774 - 1862)
- André-Marie Ampère - Frankrig (1775 - 1836)
- Amedeo Avogadro – Italien (1776 - 1856)
- Carl Friedrich Gauss – Tyskland (1777 - 1855)
- Hans Christian Ørsted – Danmark (1777 - 1851)
- Joseph-Louis Gay-Lussac – Frankrig (1778 - 1850)
- David Brewster – Skotland (1781 - 1868)
- William Prout – England (1785 - 1850)
- Joseph von Fraunhofer - Tyskland (1787 - 1826)
- Augustin-Jean Fresnel – Frankrig (1788 - 1827)
- Georg Ohm – Tyskland (1789 - 1854)
- Michael Faraday – Storbritannien (1791 - 1867)
- Felix Savart – Frankrig (1791 - 1841)
- Nicolas Léonard Sadi Carnot – Frankrig (1796 - 1832)
- Joseph Henry – USA (1797 - 1878)
- Christian Doppler – Østrig (1803 - 1853)
- Wilhelm Weber - Tyskland (1804 - 1891)
- William Rowan Hamilton – Irland (1805 - 1865)
- Anders Jonas Ångström, – Sverige(1814 - 1874)
- Julius Robert von Mayer – Tyskland (1814 - 1878)
- Ludvig August Colding – Danmark (1815 - 1888)
- James Prescott Joule – Storbritannien (1818 - 1889)
- Hippolyte Fizeau – Frankrig (1819 - 1896)
- Léon Foucault – Frankrig (1819 - 1868)
- George Gabriel Stokes – Storbritannien (1819 - 1903)
- Hermann von Helmholtz – Tyskland (1821 - 1894)
- Rudolf Clausius – Tyskland (1822 - 1888)
- Gustav Robert Kirchhoff - Tyskland (1824 - 1887)
- Johann Balmer – Schweiz (1825 - 1898)
- William Thomson – (Lord Kelvin) England (1824 - 1907)
- Joseph Wilson Swan - England (1828 - 1914)
- James Clerk Maxwell – Storbritannien (1831 - 1879)
- Jožef Stefan – Østrig-Ungarn, Slovenien (1835 - 1893)
- Ernst Mach – Østrig (1838 - 1916)
- Josiah Willard Gibbs - USA (1839 - 1903)
- Ernst Abbe – Tyskland (1840 - 1905)
- Marie Alfred Cornu - Frankrig (1841 - 1902)
- James Dewar – Storbritannien (1842 - 1923)
- Osborne Reynolds – Storbritannien (1842 - 1912)
- Ludwig Boltzmann – Østrig (1844 - 1906)
- Roland Eötvös – Ungarn (1848 - 1919)
- Oliver Heaviside – Storbritannien (1850 - 1925)
- George Francis FitzGerald – Irland (1851-1901)
- John Henry Poynting – Storbritannien (1852 - 1914)
- Henri Poincaré - Frankrig (1854 - 1912)
- Janne Rydberg - Sverige (1854 - 1919)
- Edwin Herbert Hall – USA (1855 - 1938)
- Joseph John Thomson - England (1856 - 1940)
- Heinrich Rudolf Hertz – Tyskland (1857 - 1894)
- Ludvig Lorenz – Danmark (1829 - 1891)
- Aleksandr Mikhailovitj Lyapunov – Rusland (1857 - 1918)

## Kendte fysikere fra det20. århundrede
- Hannes Alfvén – Sverige (1908 - 1995)
- Henri Becquerel – Frankrig (1852 - 1908)
- John Stewart Bell – Storbritannien (1928 - 1990)
- Felix Bloch – Schweiz (1905 - 1983)
- Niels Bohr – Danmark (1885 - 1962)
- Aage Niels Bohr – Danmark (1922 - 2009 )
- Satyendra Nath Bose – Indien (1894 - 1974)
- Louis-Victor de Broglie – Frankrig (1892 - 1987)
- Marie Curie – Polen (1867 - 1934)
- Fritjof Capra – Østrig, USA (1939- )
- Pavel Aleksejevitj Tjerenkov – Rusland, Sovjetunionen (1904 - 1990)
- Paul Adrien Maurice Dirac – Storbritannien (1902 - 1984)
- Freeman Dyson – Storbritannien, USA (1923 - 2020)
- Paul Ehrenfest – Østrig (1880 - 1933)
- Albert Einstein – Tyskland, USA (1879 - 1955)
- Enrico Fermi – Italien (1901 - 1954)
- Richard Feynman – USA (1918 - 1988)
- Vladimir Aleksandrovitj Fock – Rusland, Sovjetunionen (1898 - 1974)
- Murray Gell-Mann – USA (1929 - 2019)
- Werner Karl Heisenberg – Tyskland (1901 - 1976)
- Stephen Hawking – England (1942 - 2018)
- Edwin Jaynes – USA (1922 - 1998)
- Lev Davidovitj Landau – Rusland, Sovjetunionen (1908 - 1968)
- Irving Langmuir – USA (1881 - 1957)
- Leonid Isaakovitj Mandelsjtam – Rusland, Sovjetunionen (1879 - 1944)
- John von Neumann – Østrig-Ungarn, USA (1903 - 1957)
- Robert Oppenheimer – USA (1904 - 1967)
- Wolfgang Ernst Pauli – Østrig (1900 - 1958)
- Max Planck – Tyskland (1858 - 1947)
- John Polkinghorne – Storbritannien (1930 - 2021)
- Wilhelm Conrad Röntgen – Tyskland (1845 - 1923)
- Ernest Rutherford – New Zealand, England (1871 - 1937)
- Andrei Dmitrievich Sakharov – Sovjetunionen (1929 - 1989)
- Erwin Schrödinger - Østrig (1887 - 1961)
- Igor Jevgenjevitj Tamm – Rusland, Sovjetunionen (1895 - 1971)
- Nikola Tesla – Serbien, USA (1856 - 1943)
- Steven Weinberg – USA (1933 - )
- Arthur Wightman – USA (1922 - 2013)
- Eugene Wigner – Østrig-Ungarn, USA (1902 - 1993)
- Victor Frederick Weisskopf – Østrig, USA (1908 - 2002)

## Kendte fysikere fra det21. århundrede
- Lene Vestergaard Hau – Danmark (1959 - )
- Catalina Curceanu – Rumænien
- Jan Hendrik Schön – Østrig (1970 - )
- Anja Cetti Andersen – Danmark (1965 - )
- Dianna Cowern – USA (1989 - )

## Eksterne links
- Billeder af berømte fysikere er samlet i "Emilio Segre Visual Archives" Arkiveret 10. juli 2007 hos  Wayback Machine